# Mont-Noble
Mont-Noble is een gemeente en plaats in het Zwitserse kanton Wallis, en maakt deel uit van het district Hérens.
Mont-Noble telt 960 inwoners en is op 1 januari 2011 ontstaan door de fusie van de toenmalige zelfstandige gemeenten Mase, Nax en Vernamiège.